# Nimiuktuk
La rivière Nimiuktuk est un cours d'eau d'Alaska, aux États-Unis situé dans le borough de Northwest Arctic. C'est un affluent de la rivière Noatak.

## Sources
- (en) « Nimiuktuk », Geographic Names Information System